# Olympische Sommerspiele 2020/Teilnehmer (Belarus)
| Gelbes Symbol für Goldmedaillen mit stilisierten Olympischen Ringen | Graues Symbol für Silbermedaillen mit stilisierten Olympischen Ringen | Braundes Symbol für Bronzemedaillen mit stilisierten Olympischen Ringen |
| ------------------------------------------------------------------- | --------------------------------------------------------------------- | ----------------------------------------------------------------------- |
| 1                                                                   | 3                                                                     | 3                                                                       |

Belarus nahm an den Olympischen Spielen 2020 in Tokio mit 103 Sportlern in 17 Sportarten teil. Es war die insgesamt siebte Teilnahme an Olympischen Sommerspielen.

## Teilnehmer nach Sportarten

### Bogenschießen
| Athleten                                               | Wettbewerb | Qualifikation | Qualifikation | 1. Runde    | 1. Runde | 2. Runde      | 2. Runde      | Achtelfinale  | Achtelfinale  | Viertelfinale | Viertelfinale | Halbfinale    | Halbfinale    | Finale        | Finale        | Rang |
| Athleten                                               | Wettbewerb | Ringe         | Rang          | Gegner      | Ergebnis | Gegner        | Ergebnis      | Gegner        | Ergebnis      | Gegner        | Ergebnis      | Gegner        | Ergebnis      | Gegner        | Ergebnis      | Rang |
| ------------------------------------------------------ | ---------- | ------------- | ------------- | ----------- | -------- | ------------- | ------------- | ------------- | ------------- | ------------- | ------------- | ------------- | ------------- | ------------- | ------------- | ---- |
| Frauen                                                 |            |               |               |             |          |               |               |               |               |               |               |               |               |               |               |      |
| Karyna Dsjominskaja                                    | Einzel     | 642           | 29            | D. Siddique | 6:5      | A. Valencia   | 3:7           | ausgeschieden | ausgeschieden | ausgeschieden | ausgeschieden | ausgeschieden | ausgeschieden | ausgeschieden | ausgeschieden | 17   |
| Karyna Kaslouskaja                                     | Einzel     | 607           | 61            | A. Valencia | 0:6      | ausgeschieden | ausgeschieden | ausgeschieden | ausgeschieden | ausgeschieden | ausgeschieden | ausgeschieden | ausgeschieden | ausgeschieden | ausgeschieden | 33   |
| Hanna Marussawa                                        | Einzel     | 633           | 39            | L. Unruh    | 6:4      | A. Yamauchi   | 6:0           | L. Boari      | 5:6           | ausgeschieden | ausgeschieden | ausgeschieden | ausgeschieden | ausgeschieden | ausgeschieden | 9    |
| Karyna Dsjominskaja Karyna Kaslouskaja Hanna Marussawa | Mannschaft | 1882          | 12            | —           | —        | —             | —             | China         | 5:3           | Japan         | 5:3           | Südkorea      | 1:5           | Deutschland   | 1:5           | 4    |

### Boxen
| Athleten              | Wettbewerb              | 1. Runde     | 1. Runde | Achtelfinale          | Achtelfinale  | Viertelfinale | Viertelfinale | Halbfinale    | Halbfinale    | Finale        | Finale        | Rang |
| Athleten              | Wettbewerb              | Gegner       | Ergebnis | Gegner                | Ergebnis      | Gegner        | Ergebnis      | Gegner        | Ergebnis      | Gegner        | Ergebnis      | Rang |
| --------------------- | ----------------------- | ------------ | -------- | --------------------- | ------------- | ------------- | ------------- | ------------- | ------------- | ------------- | ------------- | ---- |
| Männer                |                         |              |          |                       |               |               |               |               |               |               |               |      |
| Dsmitryj Assanau      | Leichtgewicht bis 63 kg | O. Al-Kasbeh | 5:0      | W. Oliveira           | 2:3           | ausgeschieden | ausgeschieden | ausgeschieden | ausgeschieden | ausgeschieden | ausgeschieden | 9    |
| Aljaksandr Radsionau  | Weltergewicht bis 69 kg | N. Ekinci    | 3:2      | P. McCormack          | 0:5           | ausgeschieden | ausgeschieden | ausgeschieden | ausgeschieden | ausgeschieden | ausgeschieden | 9    |
| Wital Bandarenka      | Mittelgewicht bis 75 kg | T. Isley     | 0:5      | ausgeschieden         | ausgeschieden | ausgeschieden | ausgeschieden | ausgeschieden | ausgeschieden | ausgeschieden | ausgeschieden | 17   |
| Uladsislau Smjahlikau | Schwergewicht bis 91 kg | —            | —        | A. Plodzicki-Faoagali | 4:1           | D. Nyika      | 0:5           | ausgeschieden | ausgeschieden | ausgeschieden | ausgeschieden | 5    |

### Gewichtheben
| Athleten          | Wettbewerb                    | Reißen  | Reißen | Stoßen  | Stoßen | Zweikampf | Zweikampf | Rang |
| Athleten          | Wettbewerb                    | Gewicht | Rang   | Gewicht | Rang   | Gewicht   | Rang      | Rang |
| ----------------- | ----------------------------- | ------- | ------ | ------- | ------ | --------- | --------- | ---- |
| Frauen            |                               |         |        |         |        |           |           |      |
| Darja Nawumawa    | Halbschwergewicht bis 76 kg   | 103 kg  | 6      | 131 kg  | 5      | 234 kg    | 5         | 5    |
| Männer            |                               |         |        |         |        |           |           |      |
| Jauheni Zichanzou | Mittelschwergewicht bis 96 kg | 173 kg  | 6      | NVL     | NVL    | —         | —         | —    |

### Judo
| Athleten        | Wettbewerb | 1. Runde      | 1. Runde | 2. Runde | 2. Runde | Achtelfinale  | Achtelfinale  | Viertelfinale | Viertelfinale | Halbfinale / Trostrunde | Halbfinale / Trostrunde | Finale / Platz 3 | Finale / Platz 3 | Rang |
| Athleten        | Wettbewerb | Gegner        | Ergebnis | Gegner   | Ergebnis | Gegner        | Ergebnis      | Gegner        | Ergebnis      | Gegner                  | Ergebnis                | Gegner           | Ergebnis         | Rang |
| --------------- | ---------- | ------------- | -------- | -------- | -------- | ------------- | ------------- | ------------- | ------------- | ----------------------- | ----------------------- | ---------------- | ---------------- | ---- |
| Frauen          |            |               |          |          |          |               |               |               |               |                         |                         |                  |                  |      |
| Maryna Sluzkaja | über 78 kg | G. Wood       | 10:0     | —        | —        | Han M.-j.     | 0:10          | ausgeschieden | ausgeschieden | ausgeschieden           | ausgeschieden           | ausgeschieden    | ausgeschieden    | 9    |
| Männer          |            |               |          |          |          |               |               |               |               |                         |                         |                  |                  |      |
| Dsmitryj Minkou | bis 66 kg  | A. El-Idrissi | 10s1:0s3 | —        | —        | J. Baschüü    | 0s3:10s1      | ausgeschieden | ausgeschieden | ausgeschieden           | ausgeschieden           | ausgeschieden    | ausgeschieden    | 9    |
| Mikita Swiryd   | bis 100 kg | K.-R. Frey    | 0s2:10s2 | —        | —        | ausgeschieden | ausgeschieden | ausgeschieden | ausgeschieden | ausgeschieden           | ausgeschieden           | ausgeschieden    | ausgeschieden    | 17   |

### Kanu

#### Kanurennsport
| Athleten                                                                  | Wettbewerb | Vorlauf      | Vorlauf | Viertelfinale | Viertelfinale | Halbfinale   | Halbfinale | Finale A/B/C | Finale A/B/C | Rang   |
| Athleten                                                                  | Wettbewerb | Zeit         | Rang    | Zeit          | Rang          | Zeit         | Rang       | Zeit         | Rang         | Rang   |
| ------------------------------------------------------------------------- | ---------- | ------------ | ------- | ------------- | ------------- | ------------ | ---------- | ------------ | ------------ | ------ |
| Frauen                                                                    |            |              |         |               |               |              |            |              |              |        |
| Wolha Chudsenka                                                           | K-1 500 m  | 1:50,732 min | 3       | —             | —             | 1:52,755 min | 3          | 1:55,933 min | 6            | 14     |
| Maryna Litwintschuk                                                       | K-1 500 m  | 1:49,606 min | 2       | —             | —             | 1:56,386 min | 5          | 1:57,057 min | 6            | 22     |
| Wolha Chudsenka Maryna Litwintschuk                                       | K-2 500 m  | 1:43,377 min | 2       | —             | —             | 1:37,198 min | 3          | 1:37,647 min | 6            | 6      |
| Wolha Chudsenka Maryna Litwintschuk Nadseja Ljapeschka Marharyta Machnewa | K-4 500 m  | 1:34,785 min | 3       | 1:35,534 min  | 1             | 1:36,672 min | 2          | 1:36,073 min | 2            | Silber |
| Alena Nasdrowa                                                            | C-1 200 m  | 46,731 s     | 3       | 46,950 s      | 1             | 48,120 s     | 5          | 48,085 s     | 3            | 11     |
| Nadseja Makartschanka Daryna Pikulewa                                     | C-2 500 m  | 2:09,799 min | 6       | 2:04,951 min  | 3             | 2:07,205 min | 5          | 2:04,351 min | 2            | 10     |
| Männer                                                                    |            |              |         |               |               |              |            |              |              |        |
| Aleh Jurenja                                                              | K-1 1000 m | 3:43,444 min | 1       | —             | —             | 3:27,323 min | 6          | 3:27,190 min | 4            | 12     |
| Mikita Borykau Aleh Jurenja                                               | K-2 1000 m | 3:18,952 min | 5       | 3:10,126 min  | 1             | 3:18,875 min | 3          | 3:17,769 min | 7            | 7      |
| Mikita Borykau Ilja Fedarenka Uladsislau Litwinau Dsmitryj Natyntschyk    | K-4 500 m  | 1:22,896 min | 3       | 1:23,848 min  | 2             | 1:24,206 min | 3          | 1:24,510 min | 5            | 5      |

### Leichtathletik
Für die 4 × 400-m-Staffel der Frauen sollten ursprünglich Hanna Michajlawa und Kryszina Muljartschyk antreten. Da sie aber nicht genügend gültige Doping-Tests einreichten, wurden sie bereits im Vorfeld der Spiele ausgeschlossen. Eine der Ersatzathletinnen hätte Kryszina Zimanouskaja sein sollen, die aber ohne ihr Wissen in die Staffel aufgenommen worden war und deshalb ihren Trainer kritisierte. Daraufhin sollte sie gegen ihren Willen von Angestellten ihres Trainingsteams zurück nach Minsk geschickt werden, auf dem Flughafen Tokio-Haneda konnte sie sich jedoch an die Polizei wenden und erklärte, sie wolle nicht nach Belarus zurückkehren. Zimanouskaja begab sich schließlich mit ihrer Familie nach Polen ins Exil.
 Laufen und Gehen 
| Frauen                                                                 |              |         |     |               |               |               |               |               |               |
| Kryszina Zimanouskaja                                                  | 100 m        | 11,47 s | 4   | ausgeschieden | ausgeschieden | ausgeschieden | ausgeschieden |               |               |
| Kryszina Zimanouskaja                                                  | 200 m        | DNS     | DNS | ausgeschieden | ausgeschieden | ausgeschieden | ausgeschieden |               |               |
| Elwira Herman                                                          | 100 m Hürden | 12,95 s | 4   | 12,71 s       | 5             | ausgeschieden | ausgeschieden |               |               |
| Anastassija Rarouskaja                                                 | 20 km Gehen  | —       | —   | —             | —             | 1:35:09 h     | 23            |               |               |
| Wiktoryja Raschtschupkina                                              | 20 km Gehen  | —       | —   | —             | —             | 1:43:33 h     | 49            |               |               |
| Hanna Terljukewitsch                                                   | 20 km Gehen  | —       | —   | —             | —             | 1:37:22 h     | 31            |               |               |
| Wolha Masuronak                                                        | Marathon     | —       | —   | —             | —             | 2:29:06 h     | 5             |               |               |
| Nina Sawina                                                            | Marathon     | —       | —   | —             | —             | 2:38:41 h     | 50            |               |               |
| Julija Blisnez Elwira Herman Aljaksandra Chilmanowitsch Asteryja Limaj | 4 × 400 m    | —       | —   | 3:33,0 min    | 8             | ausgeschieden | ausgeschieden | ausgeschieden | ausgeschieden |
| Männer                                                                 |              |         |     |               |               |               |               |               |               |
| Witali Parachonka                                                      | 110 m Hürden | 13,61 s | 5   | ausgeschieden | ausgeschieden | ausgeschieden | ausgeschieden |               |               |
| Aljaksandr Ljachowitsch                                                | 20 km Gehen  | —       | —   | —             | —             | 1:31:28 h     | 45            |               |               |
| Dsmitryj Dsjubin                                                       | 50 km Gehen  | —       | —   | —             | —             | 4:00:25 h     | 22            |               |               |

 Springen und Werfen 
| Athleten                      | Wettbewerb     | Qualifikation | Qualifikation | Finale        | Finale        | Rang   |
| Athleten                      | Wettbewerb     | Weite/Höhe    | Rang          | Weite/Höhe    | Rang          | Rang   |
| ----------------------------- | -------------- | ------------- | ------------- | ------------- | ------------- | ------ |
| Frauen                        |                |               |               |               |               |        |
| Nastassja Mirontschyk-Iwanowa | Weitsprung     | 6,55 m        | 14            | ausgeschieden | ausgeschieden | 14     |
| Wijaleta Skwarzowa            | Dreisprung     | 14,05 m       | 18            | ausgeschieden | ausgeschieden | 18     |
| Karyna Dsjamidsik             | Hochsprung     | 1,90 m        | 19            | ausgeschieden | ausgeschieden | 19     |
| Iryna Schuk                   | Stabhochsprung | 4,55 m        | 8             | 4,50 m        | 8             | 8      |
| Aljona Dubizkaja              | Kugelstoßen    | 18,89 m       | 3             | 18,73 m       | 9             | 9      |
| Hanna Malyschtschyk           | Hammerwurf     | 70,80 m       | 13            | ausgeschieden | ausgeschieden | 13     |
| Nastassja Maslawa             | Hammerwurf     | 65,15 m       | 28            | ausgeschieden | ausgeschieden | 28     |
| Tazzjana Chaladowitsch        | Speerwurf      | 60,78 m       | 13            | ausgeschieden | ausgeschieden | 13     |
| Männer                        |                |               |               |               |               |        |
| Dsmitryj Nabokau              | Hochsprung     | 2,25 m        | 14            | ausgeschieden | ausgeschieden | 14     |
| Maksim Nedassekau             | Hochsprung     | 2,28 m        | 12            | 2,37 m        | 3             | Bronze |
| Jauhenij Bahuzki              | Diskuswurf     | 58,65 m       | 27            | ausgeschieden | ausgeschieden | 27     |
| Hleb Dudarau                  | Hammerwurf     | 71,60 m       | 27            | ausgeschieden | ausgeschieden | 27     |
| Juryj Wassiltschanka          | Hammerwurf     | 74,00 m       | 19            | ausgeschieden | ausgeschieden | 19     |
| Iwan Zichan                   | Hammerwurf     | 74,57 m       | 18            | ausgeschieden | ausgeschieden | 18     |
| Aljaksej Katkawez             | Speerwurf      | 82,72 m       | 9             | 83,71 m       | 6             | 6      |
| Pawel Mjaleschka              | Speerwurf      | 82,64 m       | 11            | 82,28 m       | 10            | 10     |

 Mehrkampf 
| Athleten         | 100 m   | 100 m | Weitsprung | Weitsprung | Kugelstoßen | Kugelstoßen | Hochsprung | Hochsprung | 400 m   | 400 m | 110 m Hürden | 110 m Hürden | Diskuswurf | Diskuswurf | Stabhochsprung | Stabhochsprung | Speerwurf | Speerwurf | 1500 m      | 1500 m | Punkte | Rang |
| Athleten         | Zeit    | Pkte. | Weite      | Pkte.      | Weite       | Pkte.       | Höhe       | Pkte.      | Zeit    | Pkte. | Zeit         | Pkte.        | Weite      | Pkte.      | Höhe           | Pkte.          | Weite     | Pkte.     | Zeit        | Pkte.  | Punkte | Rang |
| ---------------- | ------- | ----- | ---------- | ---------- | ----------- | ----------- | ---------- | ---------- | ------- | ----- | ------------ | ------------ | ---------- | ---------- | -------------- | -------------- | --------- | --------- | ----------- | ------ | ------ | ---- |
| Zehnkampf Männer |         |       |            |            |             |             |            |            |         |       |              |              |            |            |                |                |           |           |             |        |        |      |
| Wital Schuk      | 11,04 s | 852   | 6,93 m     | 797        | 16,23 m     | 865         | 1,96 m     | 767        | 49,22 s | 851   | 14,95 s      | 856          | 47,01 m    | 808        | 5,10 m         | 941            | 59,49 m   | 730       | 4:42,57 min | 664    | 8131   | 13   |

### Moderner Fünfkampf
| Athleten             | Fechten | Fechten | Schwimmen   | Schwimmen | Reiten  | Reiten | Combined     | Combined | Punkte | Rang |
| Athleten             | Bilanz  | Punkte  | Zeit        | Punkte    | Zeit    | Punkte | Zeit         | Punkte   | Punkte | Rang |
| -------------------- | ------- | ------- | ----------- | --------- | ------- | ------ | ------------ | -------- | ------ | ---- |
| Frauen               |         |         |             |           |         |        |              |          |        |      |
| Nastassja Prakapenka | 18+0    | 208     | 2:25,01 min | 260       | 83,49 s | 283    | 11:49,38 min | 591      | 1342   | 8    |
| Wolha Silkina        | 21+0    | 217     | 2:15,22 min | 280       | 89,07 s | 274    | 12:59,81 min | 521      | 1292   | 18   |
| Männer               |         |         |             |           |         |        |              |          |        |      |
| Ilja Palaskou        | 24+0    | 244     | 2:01,15 min | 308       | 83,21 s | 262    | 11:35,78 min | 605      | 1419   | 17   |

### Radsport

#### Bahn
Omnium
| Frauen              |        |    |    |    |    |   |    |    |    |    |    |
| Tazzjana Scharakowa | Omnium | 20 | 11 | 12 | 15 | 4 | 19 | 0  | 14 | 36 | 16 |
| Männer              |        |    |    |    |    |   |    |    |    |    |    |
| Jauhenij Karaljok   | Omnium | 6  | 18 | 14 | 14 | 6 | 18 | 50 | 10 | 76 | 12 |

#### Straße
| Athleten               | Wettbewerb       | Zeit         | Rang |
| ---------------------- | ---------------- | ------------ | ---- |
| Frauen                 |                  |              |      |
| Alena Amjaljussik      | Straßenrennen    | 3:55:05 h    | 17   |
| Alena Amjaljussik      | Einzelzeitfahren | 33:21,41 min | 16   |
| Männer                 |                  |              |      |
| Aljaksandr Rabuschenka | Straßenrennen    | 6:21:46 h    | 66   |

### Reiten

#### Vielseitigkeitsreiten
| Athleten                                | Wettbewerb | Minuspunkte Dressur | Minuspunkte Gelände | Minuspunkte Springen | Minuspunkte Springen | Minuspunkte Gesamt | Rang          |
| --------------------------------------- | ---------- | ------------------- | ------------------- | -------------------- | -------------------- | ------------------ | ------------- |
| Aljaksandr Seljanko mit Carlo Grande Jr | Einzel     | 31,00               | 61,60               | aufgegeben           | ausgeschieden        | ausgeschieden      | ausgeschieden |

### Ringen

#### Freier Stil
Legende: G = Gewonnen, V = Verloren, S = Schultersieg
| Athleten                     | Wettbewerb        | Achtelfinale     | Achtelfinale | Viertelfinale | Viertelfinale | Halbfinale    | Halbfinale    | Hoffnungsrunde Halbfinale | Hoffnungsrunde Halbfinale | Hoffnungsrunde Finale | Hoffnungsrunde Finale | Finale        | Finale        | Rang   |
| Athleten                     | Wettbewerb        | Gegner           | Ergebnis     | Gegner        | Ergebnis      | Gegner        | Ergebnis      | Gegner                    | Ergebnis                  | Gegner                | Ergebnis              | Gegner        | Ergebnis      | Rang   |
| ---------------------------- | ----------------- | ---------------- | ------------ | ------------- | ------------- | ------------- | ------------- | ------------------------- | ------------------------- | --------------------- | --------------------- | ------------- | ------------- | ------ |
| Frauen                       |                   |                  |              |               |               |               |               |                           |                           |                       |                       |               |               |        |
| Wanessa Kaladsinskaja        | Klasse bis 53 kg  | A. Ana           | G 10:0       | V. Phogat     | G 9S:3        | Pang Q.       | V 2:2         | —                         | —                         | J. Winchester         | G 4S:0                | ausgeschieden | ausgeschieden | Bronze |
| Iryna Kuratschkina           | Klasse bis 57 kg  | A. Malik         | G 8:2        | W. Scholobowa | G 6:3         | E. Nikolowa   | G 11:0        | —                         | —                         | —                     | —                     | R. Kawai      | V 0:5         | Silber |
| Wassilissa Marsaljuk         | Klasse bis 76 kg  | A. Rotter-Focken | V 1:2        | ausgeschieden | ausgeschieden | ausgeschieden | ausgeschieden | Zhou Q.                   | V 1:2                     | ausgeschieden         | ausgeschieden         | ausgeschieden | ausgeschieden | 9      |
| Männer                       |                   |                  |              |               |               |               |               |                           |                           |                       |                       |               |               |        |
| Mahamedchabib Kadsimahamedau | Klasse bis 74 kg  | G. Garzón        | G 12:8       | K. D. Dake    | G 11:0        | F. Chamizo    | G 9:7         | —                         | —                         | —                     | —                     | S. Sidakow    | V 0:7         | Silber |
| Ali Schabanau                | Klasse bis 86 kg  | D. M. Taylor     | V 0:11       | ausgeschieden | ausgeschieden | ausgeschieden | ausgeschieden | M. Amine                  | V 0:2                     | ausgeschieden         | ausgeschieden         | ausgeschieden | ausgeschieden | 16     |
| Aljaksandr Huschtyn          | Klasse bis 97 kg  | R. Salas         | V 3:4        | ausgeschieden | ausgeschieden | ausgeschieden | ausgeschieden | ausgeschieden             | ausgeschieden             | ausgeschieden         | ausgeschieden         | ausgeschieden | ausgeschieden | 12     |
| Dsjanis Chramjankou          | Klasse bis 125 kg | M. Lchagwagerel  | V 4:8        | ausgeschieden | ausgeschieden | ausgeschieden | ausgeschieden | ausgeschieden             | ausgeschieden             | ausgeschieden         | ausgeschieden         | ausgeschieden | ausgeschieden | 9      |

#### Griechisch-römischer Stil
Legende: G = Gewonnen, V = Verloren, S = Schultersieg
| Athleten          | Wettbewerb       | Achtelfinale | Achtelfinale | Viertelfinale | Viertelfinale | Halbfinale    | Halbfinale    | Hoffnungsrunde Halbfinale | Hoffnungsrunde Halbfinale | Hoffnungsrunde Finale | Hoffnungsrunde Finale | Finale        | Finale        | Rang |
| Athleten          | Wettbewerb       | Gegner       | Ergebnis     | Gegner        | Ergebnis      | Gegner        | Ergebnis      | Gegner                    | Ergebnis                  | Gegner                | Ergebnis              | Gegner        | Ergebnis      | Rang |
| ----------------- | ---------------- | ------------ | ------------ | ------------- | ------------- | ------------- | ------------- | ------------------------- | ------------------------- | --------------------- | --------------------- | ------------- | ------------- | ---- |
| Männer            |                  |              |              |               |               |               |               |                           |                           |                       |                       |               |               |      |
| Kiryl Maskewitsch | Klasse bis 87 kg | M. Metwally  | V 1:9        | ausgeschieden | ausgeschieden | ausgeschieden | ausgeschieden | ausgeschieden             | ausgeschieden             | ausgeschieden         | ausgeschieden         | ausgeschieden | ausgeschieden | 15   |

### Rudern
| Athleten                         | Wettbewerb                  | Vorlauf     | Vorlauf | Vorlauf       | Hoffnungslauf / Viertelfinale | Hoffnungslauf / Viertelfinale | Hoffnungslauf / Viertelfinale | Halbfinale  | Halbfinale | Halbfinale    | Finale      | Finale | Rang |
| Athleten                         | Wettbewerb                  | Zeit        | Platz   | Qualifikation | Zeit                          | Platz                         | Qualifikation                 | Zeit        | Platz      | Qualifikation | Zeit        | Platz  | Rang |
| -------------------------------- | --------------------------- | ----------- | ------- | ------------- | ----------------------------- | ----------------------------- | ----------------------------- | ----------- | ---------- | ------------- | ----------- | ------ | ---- |
| Frauen                           |                             |             |         |               |                               |                               |                               |             |            |               |             |        |      |
| Tazzjana Klimowitsch             | Einer                       | 7:51,86 min | 2       | Viertelfinale | 8:09,04 min                   | 4                             | Halbfinale C/D                | 7:33,78 min | 2          | Finale C      | 7:39,53 min | 1      | 13   |
| Ina Nikulina Alena Furman        | Leichtgewichts-Doppelzweier | 7:10,15 min | 4       | Hoffnungslauf | 7:26,99 min                   | 2                             | Halbfinale                    | 6:54,78 min | 6          | Finale B      | 6:57,84 min | 5      | 11   |
| Männer                           |                             |             |         |               |                               |                               |                               |             |            |               |             |        |      |
| Dsmitryj Furman Sjarhej Waladsko | Zweier ohne Steuermann      | 7:05,65 min | 4       | Hoffnungslauf | 6:52,82 min                   | 3                             | Halbfinale                    | 6:30,66 min | 5          | Finale B      | 6:25,88 min | 2      | 8    |

### Schießen
| Athleten                                   | Wettbewerb                               | Qualifikation   | Qualifikation | Finale          | Finale        | Ringe/ Scheiben | Rang |
| Athleten                                   | Wettbewerb                               | Ringe/ Scheiben | Rang          | Ringe/ Scheiben | Rang          | Ringe/ Scheiben | Rang |
| ------------------------------------------ | ---------------------------------------- | --------------- | ------------- | --------------- | ------------- | --------------- | ---- |
| Frauen                                     |                                          |                 |               |                 |               |                 |      |
| Maryja Martynawa                           | Luftgewehr 10 Meter                      | 624,3           | 24            | ausgeschieden   | ausgeschieden | 624,3           | 24   |
| Maryja Martynawa                           | Kleinkaliber Dreistellungskampf 50 Meter | 1166            | 17            | ausgeschieden   | ausgeschieden | 1166            | 17   |
| Wiktoryia Tschajka                         | Luftpistole 10 Meter                     | 576             | 11            | ausgeschieden   | ausgeschieden | 576             | 11   |
| Wiktoryia Tschajka                         | Sportpistole 25 Meter                    | 571             | 36            | ausgeschieden   | ausgeschieden | 571             | 36   |
| Männer                                     |                                          |                 |               |                 |               |                 |      |
| Juryj Schtscherbazewitsch                  | Luftgewehr 10 Meter                      | 626,6           | 15            | ausgeschieden   | ausgeschieden | 626,6           | 15   |
| Juryj Schtscherbazewitsch                  | Kleinkaliber Dreistellungskampf 50 Meter | 1176            | 8             | 406,3           | 7             | 1582,3          | 7    |
| Mixed                                      |                                          |                 |               |                 |               |                 |      |
| Maryja Martynawa Juryj Schtscherbazewitsch | Luftgewehr 10 Meter                      | 622,6           | 23            | ausgeschieden   | ausgeschieden | 622,6           | 23   |

### Schwimmen
| Athleten                                                                            | Wettbewerb          | Vorlauf     | Vorlauf | Halbfinale    | Halbfinale    | Finale        | Finale        | Rang |
| Athleten                                                                            | Wettbewerb          | Zeit        | Rang    | Zeit          | Rang          | Zeit          | Rang          | Rang |
| ----------------------------------------------------------------------------------- | ------------------- | ----------- | ------- | ------------- | ------------- | ------------- | ------------- | ---- |
| Frauen                                                                              |                     |             |         |               |               |               |               |      |
| Anastassija Schkurdaj                                                               | 100 m Freistil      | 55,17 s     | 28      | ausgeschieden | ausgeschieden | ausgeschieden | ausgeschieden | 28   |
| Anastassija Schkurdaj                                                               | 100 m Rücken        | DNS         | –       | ausgeschieden | ausgeschieden | ausgeschieden | ausgeschieden | –    |
| Anastassija Schkurdaj                                                               | 100 m Schmetterling | 56,99 s     | 7       | 57,19 s       | 8             | 57,05 s       | 8             | 8    |
| Alina Smuschka                                                                      | 100 m Brust         | 1:07,58 min | 21      | ausgeschieden | ausgeschieden | ausgeschieden | ausgeschieden | 21   |
| Alina Smuschka                                                                      | 200 m Brust         | 2:27,59 min | 26      | ausgeschieden | ausgeschieden | ausgeschieden | ausgeschieden | 26   |
| Anastassija Schkurdaj Alina Smuschka Anastassija Kuljaschowa Nastassja Karakouskaja | 4 × 100 m Lagen     | 4:00,49 min | 12      | —             | —             | ausgeschieden | ausgeschieden | 12   |
| Männer                                                                              |                     |             |         |               |               |               |               |      |
| Ilja Schymanowitsch                                                                 | 100 m Brust         | 59,33 s     | 9       | 59,08 s       | 7             | 59,36 s       | 8             | 8    |
| Mikita Zmyh                                                                         | 100 m Rücken        | 54,88 s     | 33      | ausgeschieden | ausgeschieden | ausgeschieden | ausgeschieden | 33   |
| Jauhen Zurkin                                                                       | 100 m Schmetterling | 52,90 s     | 42      | ausgeschieden | ausgeschieden | ausgeschieden | ausgeschieden | 42   |
| Ilja Schymanowitsch Mikita Zmyh Jauhen Zurkin Arzjom Matschekin                     | 4 × 100 m Lagen     | 3:34,82 min | 12      | —             | —             | ausgeschieden | ausgeschieden | 12   |
| Mixed                                                                               |                     |             |         |               |               |               |               |      |
| Anastassija Schkurdaj Anastassija Kuljaschowa Ilja Schymanowitsch Mikita Zmyh       | 4 × 100 m Lagen     | 3:46,35 min | 12      | —             | —             | ausgeschieden | ausgeschieden | 12   |

### Segeln
| Athleten              | Wettbewerb      | Qualifikation | Qualifikation | Medal Race    | Medal Race    | Punkte | Rang |
| Athleten              | Wettbewerb      | Punkte        | Rang          | Punkte        | Rang          | Punkte | Rang |
| --------------------- | --------------- | ------------- | ------------- | ------------- | ------------- | ------ | ---- |
| Frauen                |                 |               |               |               |               |        |      |
| Tazzjana Drasdouskaja | Laser Radial    | 173           | 21            | ausgeschieden | ausgeschieden | 173    | 21   |
| Männer                |                 |               |               |               |               |        |      |
| Mikita Zyrkun         | Windsurfen RS:X | 200           | 18            | ausgeschieden | ausgeschieden | 200    | 18   |

### Synchronschwimmen
| Athletinnen                          | Wettbewerb | Qualifikation     | Qualifikation     | Qualifikation  | Qualifikation  | Qualifikation | Qualifikation | Finale         | Finale         | Finale           | Finale           |
| Athletinnen                          | Wettbewerb | Technische Kür TK | Technische Kür TK | Freie Kür FK-Q | Freie Kür FK-Q | Gesamt        | Gesamt        | Freie Kür FK-F | Freie Kür FK-F | Gesamt TK + FK-F | Gesamt TK + FK-F |
| Athletinnen                          | Wettbewerb | Punkte            | Rang              | Punkte         | Rang           | Punkte        | Rang          | Punkte         | Rang           | Punkte           | Rang             |
| ------------------------------------ | ---------- | ----------------- | ----------------- | -------------- | -------------- | ------------- | ------------- | -------------- | -------------- | ---------------- | ---------------- |
| Frauen                               |            |                   |                   |                |                |               |               |                |                |                  |                  |
| Wassilina Chandoschka Darja Kulagina | Duett      | 88,0333           | 12                | 87,2101        | 10             | 175,2434      | 10            | 87,8000        | 11             | 175,0101         | 11               |

### Tennis
| Athleten                       | Wettbewerb | 1. Runde              | 1. Runde      | 2. Runde      | 2. Runde       | Achtelfinale  | Achtelfinale  | Viertelfinale | Viertelfinale | Halbfinale    | Halbfinale    | Finale / Platz 3 | Finale / Platz 3 |
| Athleten                       | Wettbewerb | Gegner                | Ergebnis      | Gegner        | Ergebnis       | Gegner        | Ergebnis      | Gegner        | Ergebnis      | Gegner        | Ergebnis      | Gegner           | Ergebnis         |
| ------------------------------ | ---------- | --------------------- | ------------- | ------------- | -------------- | ------------- | ------------- | ------------- | ------------- | ------------- | ------------- | ---------------- | ---------------- |
| Frauen                         |            |                       |               |               |                |               |               |               |               |               |               |                  |                  |
| Aryna Sabalenka                | Einzel     | M. Linette            | 6:2, 6:1      | D. Vekić      | 4:6, 6:3, 6:73 | ausgeschieden | ausgeschieden | ausgeschieden | ausgeschieden | ausgeschieden | ausgeschieden | ausgeschieden    | ausgeschieden    |
| Männer                         |            |                       |               |               |                |               |               |               |               |               |               |                  |                  |
| Jahor Herassimau               | Einzel     | G. Simon              | 4:6, 6:3, 6:4 | F. Fognini    | 4:6, 6:74      | ausgeschieden | ausgeschieden | ausgeschieden | ausgeschieden | ausgeschieden | ausgeschieden | ausgeschieden    | ausgeschieden    |
| Ilja Iwaschka                  | Einzel     | G. Monfils            | 6:4, 4:6, 7:5 | M. Kukuschkin | 6:74, 6:3, 6:3 | K. Nishikori  | 6:77, 0:6     | ausgeschieden | ausgeschieden | ausgeschieden | ausgeschieden | ausgeschieden    | ausgeschieden    |
| Jahor Herassimau Ilja Iwaschka | Doppel     | M. Daniell / M. Venus | 3:6, 6:76     | —             | —              | ausgeschieden | ausgeschieden | ausgeschieden | ausgeschieden | ausgeschieden | ausgeschieden | ausgeschieden    | ausgeschieden    |

### Turnen

#### Gerätturnen
| Athleten       | Wettbewerb       | Qualifikation | Qualifikation | Finale        | Finale        | Rang |
| Athleten       | Wettbewerb       | Punkte        | Rang          | Punkte        | Rang          | Rang |
| -------------- | ---------------- | ------------- | ------------- | ------------- | ------------- | ---- |
| Frauen         |                  |               |               |               |               |      |
| Hanna Traukowa | Boden            | 10,833        | 81            | ausgeschieden | ausgeschieden | 81   |
| Hanna Traukowa | Schwebebalken    | 10,833        | 86            | ausgeschieden | ausgeschieden | 86   |
| Hanna Traukowa | Stufenbarren     | 11,966        | 65            | ausgeschieden | ausgeschieden | 65   |
| Hanna Traukowa | Mehrkampf Einzel | 46,232        | 77            | ausgeschieden | ausgeschieden | 77   |

#### Rhythmische Sportgymnastik
| Athletinnen                                                                                  | Wettbewerb       | Qualifikation | Qualifikation | Finale  | Finale | Rang   |
| Athletinnen                                                                                  | Wettbewerb       | Punkte        | Rang          | Punkte  | Rang   | Rang   |
| -------------------------------------------------------------------------------------------- | ---------------- | ------------- | ------------- | ------- | ------ | ------ |
| Frauen                                                                                       |                  |               |               |         |        |        |
| Alina Harnasko                                                                               | Mehrkampf Einzel | 99,250        | 4             | 102,700 | 3      | Bronze |
| Nastassja Salas                                                                              | Mehrkampf Einzel | 99,150        | 5             | 95,175  | 8      | 8      |
| Hanna Hajdukewitsch Nastassja Malakanawa Nastassja Rybakowa Aryna Zyzylina Karyna Jarmolenka | Mehrkampf Gruppe | 79,650        | 8             | 84,050  | 5      | 5      |

#### Trampolinturnen
| Athleten               | Wettbewerb | Qualifikation | Qualifikation | Finale | Finale | Rang |
| Athleten               | Wettbewerb | Punkte        | Rang          | Punkte | Rang   | Rang |
| ---------------------- | ---------- | ------------- | ------------- | ------ | ------ | ---- |
| Männer                 |            |               |               |        |        |      |
| Uladsislau Hantscharou | Einzel     | 113,400       | 2             | 60,565 | 4      | 4    |
| Iwan Litwinowitsch     | Einzel     | 113,555       | 1             | 61,715 | 1      | Gold |